# Перхино (разъезд, Архангельская область)
Перхино — разъезд в Коношском районе Архангельской области. Входит в состав Ерцевского сельского поселения.

## География
Находится в юго-западной части Архангельской области на расстоянии приблизительно 11 км на юг-юго-запад по прямой от административного центра района поселка Коноша.

## История
Разъезд был открыт в 1898 году, ныне остановочный пункт.

## Население
Численность населения: 13 человек (русские 100 %) в 2002 году, 10 в 2010.